# Sylva (Caroline du Nord)
Pour les articles homonymes, voir Sylva.
La ville de Sylva est le siège du comté de Jackson, situé en Caroline du Nord, aux États-Unis. Sa population s’élevait à 2 588 habitants lors du recensement de 2010, estimée à 2 644 habitants en 2016.

## Démographie
| Groupe            | Lexington | Caroline du Nord | États-Unis |
| ----------------- | --------- | ---------------- | ---------- |
| Blancs            | 85,8      | 68,5             | 72,4       |
| Autres            | 5,2       | 4,4              | 6,4        |
| Amérindiens       | 2,8       | 1,3              | 0,9        |
| Afro-Américains   | 2,7       | 21,5             | 12,6       |
| Asiatiques        | 1,8       | 2,2              | 4,8        |
| Métis             | 1,7       | 2,2              | 2,9        |
| Total             | 100       | 100              | 100        |
|                   |           |                  |            |
| Latino-Américains | 9,0       | 8,4              | 16,7       |

Selon l'American Community Survey, pour la période 2011-2015, 90,09 % de la population âgée de plus de 5 ans déclare parler anglais à la maison, alors que 3,12 % déclare parler l'espagnol, 1,75 % l'arabe, 1,58 % l'hindi, 0,87 % le français et 2,58 % une autre langue.
| 1900 | 1910 | 1920 | 1930  | 1940  | 1950  |
| ---- | ---- | ---- | ----- | ----- | ----- |
| 281  | 698  | 863  | 1 340 | 1 409 | 1 382 |

| 1960  | 1970  | 1980  | 1990  | 2000  | 2010  |
| ----- | ----- | ----- | ----- | ----- | ----- |
| 1 564 | 1 561 | 1 699 | 1 809 | 2 435 | 2 588 |

## Personnalités liées à la ville
- David McKee Hall (en), Représentant de la Caroline du Nord
- Gertrude Dills McKee (en), première femme élue au Sénat de Caroline du Nord
- Johnny Oates (en), joueur de baseball et manager
- Nick Searcy, acteur dans Seul au monde, il a aussi joué le shérif dans The Fugitive (dont une partie a été filmée à Sylva)
- Matt Stillwell (en), chanteur de country